# Білл Джонстон (тенісист)
Білл Джонстон (англ. Bill Johnston; 2 листопада 1894 — 1 травня 1946) — колишній американський тенісист.
Найвищу одиночну позицію світового рейтингу — 1 місце досяг 1919 року (за даними А. Волліса Маєрса).
Здобув 42 одиночні титули.
Перемагав на турнірах Великого шолома в одиночному, парному та змішаному парному розрядах.
Завершив кар'єру 1928 року.

## Фінали турнірів Великого шолома

### Одиночний розряд: 9 (3–6)
| Результат | Рік  | Турнір               | Покриття | Суперник              | Рахунок                  |
| --------- | ---- | -------------------- | -------- | --------------------- | ------------------------ |
| Перемога  | 1915 | Чемпіонат США        | Трава    | Моріс Мак-Лафлін      | 1–6, 6–0, 7–5, 10–8      |
| Поразка   | 1916 | Чемпіонат США        | Трава    | Річард Норріс Вільямс | 6–4, 4–6, 6–0, 2–6, 4–6  |
| Перемога  | 1919 | Чемпіонат США        | Трава    | Білл Тілден           | 6–4, 6–4, 6–3            |
| Поразка   | 1920 | Чемпіонат США        | Трава    | Білл Тілден           | 1–6, 6–1, 5–7, 7–5, 3–6  |
| Поразка   | 1922 | Чемпіонат США        | Трава    | Білл Тілден           | 6–4, 6–3, 2–6, 3–6, 4–6  |
| Перемога  | 1923 | Вімблдонський турнір | Трава    | Френсіс Гантер        | 6–0, 6–3, 6–1            |
| Поразка   | 1923 | Чемпіонат США        | Трава    | Білл Тілден           | 4–6, 1–6, 4–6            |
| Поразка   | 1924 | Чемпіонат США        | Трава    | Білл Тілден           | 1–6, 7–9, 2–6            |
| Поразка   | 1925 | Чемпіонат США        | Трава    | Білл Тілден           | 6–4, 9–11, 3–6, 6–4, 3–6 |

### Парний розряд (3 перемоги)
| Результат | Рік  | Турнір        | Покриття | Партнер         | Суперники                          | Рахунок                 |
| --------- | ---- | ------------- | -------- | --------------- | ---------------------------------- | ----------------------- |
| Перемога  | 1915 | Чемпіонат США | Трава    | Кларенс Ґріффін | Моріс Мак-Лафлін Том Банді         | 2–6, 6–3, 6–4, 3–6, 6–3 |
| Перемога  | 1916 | Чемпіонат США | Трава    | Кларенс Ґріффін | Моріс Мак-Лафлін Генрі Ворд Доусон | 6–4, 6–3, 5–7, 6–3      |
| Перемога  | 1920 | Чемпіонат США | Трава    | Кларенс Ґріффін | Роланд Робертс Вілліс Е. Дейвіс    | 6–2, 6–2, 6–3           |

### Мікст (1 перемога)
| Результат | Рік  | Турнір        | Покриття | Партнер    | Суперники                 | Рахунок       |
| --------- | ---- | ------------- | -------- | ---------- | ------------------------- | ------------- |
| Перемога  | 1921 | Чемпіонат США | Трава    | Мері Браун | Молла Маллорі Білл Тілден | 3–6, 6–4, 6–3 |

## Часовий графік результатів
| W | Ф | ПФ | ЧФ | #Р | КТ | К# | DNQ | A | NH |

Для турнірів з раундом виклику: (WC) won; (CR) програв у раунді виклику; (ФA) all comers' finalist
(OF) only for French players
|                                        | 1913                   | 1914                   | 1915                   | 1916                   | 1917                   | 1918                   | 1919                   | 1920                   | 1921                   | 1922                   | 1923                   | 1924                   | 1925                   | 1926                   | 1927                   | SR     | В-П   | Win % |
| Турніри Великого шлему                 | Турніри Великого шлему | Турніри Великого шлему | Турніри Великого шлему | Турніри Великого шлему | Турніри Великого шлему | Турніри Великого шлему | Турніри Великого шлему | Турніри Великого шлему | Турніри Великого шлему | Турніри Великого шлему | Турніри Великого шлему | Турніри Великого шлему | Турніри Великого шлему | Турніри Великого шлему | Турніри Великого шлему | 3 / 15 | 67–12 | 84.8  |
| -------------------------------------- | ---------------------- | ---------------------- | ---------------------- | ---------------------- | ---------------------- | ---------------------- | ---------------------- | ---------------------- | ---------------------- | ---------------------- | ---------------------- | ---------------------- | ---------------------- | ---------------------- | ---------------------- | ------ | ----- | ----- |
| Відкритий чемпіонат Франції з тенісу   | OF                     | OF                     | не проводили           | не проводили           | не проводили           | не проводили           | не проводили           | OF                     | OF                     | OF                     | OF                     | OF                     |                        |                        |                        | 0 / 0  | 0–0   | –     |
| Вімблдонський турнір                   |                        |                        | не проводили           | не проводили           | не проводили           | не проводили           |                        | 2р                     |                        |                        | П                      |                        |                        |                        |                        | 1 / 2  | 8–1   | 88.9  |
| Відкритий чемпіонат США з тенісу       | 3р                     | 2р                     | П                      | Ф                      |                        |                        | П                      | Ф                      | 4р                     | Ф                      | Ф                      | Ф                      | Ф                      | ЧФ                     | ПФ                     | 2 / 13 | 59–11 | 84.3  |
| Відкритий чемпіонат Австралії з тенісу |                        |                        |                        | не проводили           | не проводили           | не проводили           |                        |                        |                        |                        |                        |                        |                        |                        |                        | 0 / 0  | 0–0   | –     |
| В-П                                    | 2–1                    | 1–1                    | 7–0                    | 6–1                    | 0–0                    | 0–0                    | 7–0                    | 7–2                    | 3–1                    | 5–1                    | 12–1                   | 6–1                    | 5–1                    | 2–1                    | 4–1                    |        |       |       |